# Liste der Naturdenkmale in Bad Oeynhausen
Die Liste der Naturdenkmale in Bad Oeynhausen führt die Naturdenkmale in Bad Oeynhausen im Kreis Minden-Lübbecke in Nordrhein-Westfalen auf.

## Naturdenkmale
| Bild           | Nummer | Objektbezeichnung                   | Gemarkung      | Flurstück     | Lagebeschreibung                                                    | Bemerkung | Koordinaten                                             |
| -------------- | ------ | ----------------------------------- | -------------- | ------------- | ------------------------------------------------------------------- | --------- | ------------------------------------------------------- |
|                | B.1.1  | 1 Stieleiche                        | Eidinghausen   | 12 - 30       | Wehrstraße 7                                                        | G         | 52° 13′ 54″ N, 8° 48′ 38″ O                             |
|                | B.1.2  | 1 Säuleneiche                       | Volmerdingsen  | 2 - 251       | im Garten des Pfarrhauses, Volmerdingsener Straße 156               | G         | 52° 15′ 7″ N, 8° 46′ 53″ O                              |
|                | B.1.3  | 2 Eiben                             | Wulferdingsen  | 3 - 172       | Bergkirchener Straße 465, östlich des Gemeindehauses Bergkirchen    | G         | 52° 16′ 0″ N, 8° 46′ 21″ O                              |
|                | B.1.4  | 1 Hainbuche                         | Bad Oeynhausen | 5 - 198       | im Kurpark Bad Oeynhausen am Fontänenplatz                          | G         | 52° 12′ 1″ N, 8° 47′ 46″ O                              |
|                | B.1.5  | 3 Eichen                            | Rehme          | 2 - 690       | stehen südwestlich des Hauses am Borweg 50                          | G         | 52° 11′ 21″ N, 8° 50′ 12″ O                             |
|                | 1      | Eiche „Siedinghausen“               | Wulferdingsen  | 1 - 216       | östlich der Siedinghausener Straße                                  | G         | 52° 16′ 0″ N, 8° 44′ 34″ O                              |
|                | 2      | 2 Eichen am Grenzsiek               | Wulferdingsen  | 95 und 96 - 1 | westlich der Siedinghausener Straße                                 | G         | 52° 15′ 47″ N, 8° 44′ 25″ O                             |
|                | 3      | Linde „Jägerplatz“                  | Wulferdingsen  | 2 - 500       | westlich der Straße „Wolferdingsen“                                 | G         | 52° 15′ 53″ N, 8° 45′ 14″ O                             |
|                | 4      | Buche „Wolferdingsen“               | Wulferdingsen  | 9 - 39/1      | nördlich der Bergkirchener Straße, westlich Bartels Busch           | G         | 52° 15′ 33″ N, 8° 45′ 28″ O                             |
|                | 5      | 2 Ilex am Mühlenteich               | Volmerdingsen  | 1 - 44/1      | östlich des Bergkirchener Straße, nördlich der Straße „Warmer Krug“ | G         | 52° 15′ 44″ N, 8° 46′ 21″ O                             |
| weitere Bilder | 11     | Krause Buche                        | Eidinghausen   | 1 - 88        | nördlich des Vorberger Weges                                        | G         | 52° 15′ 15″ N, 8° 49′ 40″ O                             |
|                | 12     | Eiche „Röhen“                       | Volmerdingsen  | 7 - 107/1     | östlich der Straße „Röhn“                                           | G         | 52° 14′ 42″ N, 8° 48′ 0″ O                              |
|                | 13     | 3 Eichen „Am Rotensiek“             | Volmerdingsen  | 8 - 82/1      | nördlich der Straße „Ziepelbrink“, südlich des Schießstandes        | G         | 52° 14′ 29″ N, 8° 47′ 31″ O                             |
|                | 14     | Linde „Sundersiek“                  | Volmerdingsen  | 8 - 140/1     | südlich der Öringsener Straße                                       | G         | 52° 15′ 2″ N, 8° 47′ 20″ O                              |
|                | 15     | Eiche und Kastanie am Wittekindshof | Volmerdingsen  | 3 - 391       | östlich des Richteweges                                             | G         | 52° 14′ 41″ N, 8° 46′ 31″ O 52° 14′ 41″ N, 8° 46′ 30″ O |
|                | 16     | 2 Linden „Schmalenbecker Feld“      | Volmerdingsen  | 4 - 2/1       | westlich der Straße „Maschhaupt“                                    | G         | 52° 14′ 55″ N, 8° 45′ 53″ O                             |
|                | 17     | Eiche „Bredenhagen“                 | Wulferdingsen  | 6 - 227       | südlich der Halstener Straße                                        | G         | 52° 15′ 1″ N, 8° 44′ 10″ O                              |
|                | 18     | Eiche „Rauhensundern“               | Wulferdingsen  | 6 - 8/1       | östlich der Bröderhausener Straße                                   | G         | 52° 14′ 48″ N, 8° 43′ 26″ O                             |
|                | 19     | Eiche „Auf der Teichbreede“         | Volmerdingsen  | 4 - 159/1     | nördlich der Hedingsener Straße                                     | G         | 52° 14′ 30″ N, 8° 45′ 33″ O                             |
|                | 20     | 2 Eichen „Am Zuschlage“             | Volmerdingsen  | 5 - 289       | westlich der „Düsteren Straße“                                      | G         | 52° 13′ 58″ N, 8° 46′ 27″ O                             |
|                | 21     | 2 Eichen „Werster Holz“             | Werste         | 16 - 35/1     | südlich der Straße „Im Ellerngrund“                                 | G         | 52° 13′ 16″ N, 8° 45′ 26″ O                             |
|                | 22     | 2 Eichen „In der Hüffe“             | Bad Oeynhausen | 11 - 495      | westlich der Hüffer Straße                                          | G         | 52° 12′ 6″ N, 8° 49′ 27″ O                              |
|                | 23     | Eiche „Im krummen Kamp“             | Rehme          | 11 - 14       | südlich der Eisenbahn nordöstlich der Straße „Im krummen Kamp“      | G         | 52° 11′ 51″ N, 8° 49′ 40″ O                             |
|                | 24     | Eiche „Auf’m Buschfeld“             | Lohe           | 14 - 46       | nördlich der Straße „Loher Busch“                                   | G         | 52° 10′ 47″ N, 8° 49′ 15″ O                             |
|                | 25     | Linde „Osterbach“                   | Lohe           | 8 - 393       | westlich des Knappweges                                             | G         | 52° 10′ 31″ N, 8° 47′ 40″ O                             |
|                | 26     | Buche „Mittelbach“                  | Lohe           | 8 - 556       | westlich des Strangweges nördlich der Wendener Straße               | G         | 52° 10′ 7″ N, 8° 46′ 26″ O                              |
|                | 3      | Eiche im Lohbusch                   | Dehme          | 2 - 273       | an der nordöstlichen Grundstücksgrenze des Hofes Alter Postweg 246  | G         | 52° 14′ 10″ N, 8° 50′ 49″ O                             |

## Anmerkung
1. ↑  G=Gehölz, F=Flächenhaftes Objekt, Geo=Geologisches Objekt